# 中英劇團
中英劇團（英文：Chung Ying Theatre Company）是香港歷史最長的職業劇團之一，曾經由香港藝術發展局撥款資助，2007年起改由民政事務局資助。
劇團於1979年成立，現任藝術總監為張可堅，自2008年起為葵青劇院的場地伙伴。

## 歷史
中英劇團初為英國文化協會附屬組織，1982年註冊成為非牟利獨立團體，目前由香港特別行政區政府資助，並接受私人及商業機構贊助，共同推動戲劇藝術、戲劇教育與外展活動。中英自2008年起為葵青劇院場地伙伴，曾於2009至2012年度同時為元朗劇院場地伙伴。
透過製作兼具本土特色與國際視野的優秀劇目，中英積極拓展多元的藝術探索和文化交流，同時肩負向普羅大眾推廣舞台藝術、提升人文素質的使命。中英35年來公演超過250齣的劇目，在過去二十三屆香港舞台劇獎頒獎禮中獲得逾百項提名，共奪得86個獎項。
中英乃香港首個引進教育劇場（Theatre-in-Education）的專業劇團，曾獲香港舞台劇獎的「戲劇教育推廣獎」及「2012香港藝術發展獎」之「藝術教育獎」（非學校組）優異表現獎。中英製作的學校巡迴演出已近4,100場，學生觀眾逾57萬人次。近年，劇團致力發展教育戲劇（Drama-in-Education），於大專、中小學及社區開展各類戲劇工作坊及戲劇教育專業訓練課程。
第五任藝術總監藝術總監古天農是劇團在加盟前曾執導兩齣賣座舞台劇《我和春天有個約會》及《南海十三郎》。2005年底，藝發局的戲劇小組決定，由下季起將劇團的三年資助金額由500萬元削減至200多萬，理由是「藝術水平未達標」。總監遂到藝發局申訴，最終，劇團獲發一筆過70餘萬的「緊急援助金」。
當時，時任民政事務局常任秘書長林鄭月娥宣布要在天水圍開設社區會堂，希望有劇團能夠進駐，製作費由政府包辦；正值艱難時期的中英劇團於是進駐天水圍。期間，劇團寫了一齣關於天水圍的戲劇《水天一色》，獲當地居民好評。
2012年，劇團位於上環的「中英劇團戲劇及藝術中心」啟用，用以推動戲劇教育及支持其他劇團和舞蹈團的發展。
2018年，中英獲香港政府民政事務局撥款資助設立中英檔案文獻庫，是為香港首個劇團檔案文獻庫，保存有關中英的文獻藏品。檔案文獻庫涵蓋各種形式的製作紀錄、繪本、場刊、劇照和影像。不僅如此，中英更積極推行研究計劃、口述歷史和數碼化項目，收集各類有關中英的歷史資料，記錄香港戲劇發展。
2019年，中英在香港文化中心大堂舉行『零與無限大』中英40周年回顧展，展出多樣寶貴藏品。
檔案文獻庫現已開放取閱服務，歡迎公眾查詢。

## 歷任藝術總監
- 格蓮華霍（Glen Walford），1979年出任首位藝術總監
- 章賀麟（Colin George），1983年接任
- 高本納（Bernard Goss），1984年接任
- 黃美蘭，1988年署任（高本納於同年因病突然過世）
- 莊舜姬（Chris Johnson），1988年接任
- 古天農，1993年接任，為中英劇團首位華人藝術總監[8]
- 張可堅，2019年接任[7]

## 歷任行政總監
- 周勇平
- 麥蓓蒂
- 黃懿雯，2023年接任[9]

## 近年作品
- 《相約星期二》：米奇·艾爾邦原著，米奇·艾爾邦、Jeffrey Hatcher改編，陳鈞潤劇本翻譯，古天農導演（首演）[10]
- 《頭注香》：司徒華健編劇，方家煌導演[11]
- 《搏命兩頭騰》
- 《莫札特之死》
- 《海倫．凱勒》
- 《科學怪人》
- 《搶奪芳心喜自由》
- 《孤星淚》
- 《留守太平間》：莊梅岩編劇，張可堅導演（首演）[12]
- 《大龍鳳》
- 《過戶陰陽眼》
- 《復仇者傳聞之驚天謀變反擊戰》
- 《孔子63》
- 《黃色小鴨》
- 《解憂雜貨店》：東野圭吾原著，成井豐改編，江佳蒨劇本翻譯，盧智燊導演（首演）[13]

## 經典作品
資料取自劇團網站檔案文獻：http://www.chungying.com/about/archive （页面存档备份，存于）
- 《相約星期二》：2007/08劇季首演劇目，至2017年在世界各地共計23度公演
- 《頭注香》：2006/07劇季首演劇目，至2011年共計3度公演，並在2014年以《頭注香——2014全身反轉玩》為名演出
- 《留守太平間》：2002/03劇季首演劇目，至2020年在亞洲共計6度公演
- 《禧春酒店》：1987/88劇季首演劇目，至1996年共計3度公演，並在2014年以中英35周年誌慶版演出

## 外部連結
- 中英劇團（页面存档备份，存于）